# Metodo scientifico
(Albert Einstein, lettera a Max Born del 5 dicembre 1926)

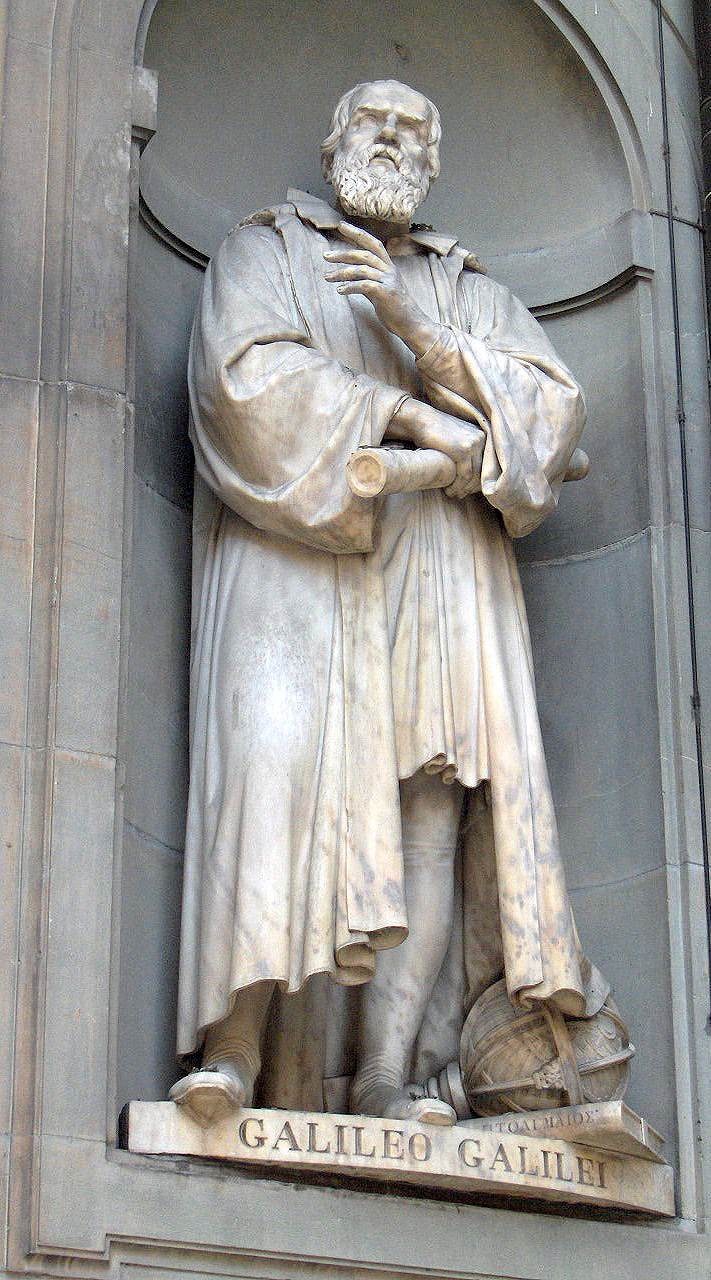
Galileo Galilei, ritenuto l'iniziatore del metodo scientifico (statua nel piazzale degli Uffizi, Firenze)

Il metodo scientifico è la modalità con cui la scienza procede per raggiungere una conoscenza della realtà affidabile e verificabile. Esso consiste nella raccolta di dati empirici sotto la guida delle ipotesi teoriche da vagliare e nella analisi rigorosa, logico-razionale e, dove possibile, matematica di questi dati: come enunciato per primo da Galileo, associando le «sensate esperienze» alle «necessarie dimostrazioni».
Nel dibattito epistemologico si assiste in proposito alla contrapposizione tra i sostenitori del metodo induttivo e quelli del metodo deduttivo, con l'approccio scientifico che è valutato diversamente anche in base al suo campo di applicazione, ossia se si riferisce alle scienze naturali, o viceversa a quelle umanistiche (nel primo caso si parla di «scienze dure», nel secondo di «scienze molli»).
Sebbene la paternità ufficiale del metodo scientifico nella forma rigorosa descritta sia attribuita storicamente a Galileo, da cui anche il nome metodo galileiano, studi sperimentali e riflessioni filosofiche in merito hanno radici anche nell'antichità, nel Medioevo e nel Rinascimento.

## Storia
Il metodo scientifico si sviluppa storicamente,  ma il suo nucleo risiede, come detto, nell'uso combinato di matematica ed esperimento. La soluzione di continuità rappresentata da Galileo Galilei a cavallo tra il XVI e il XVII secolo è tale, tuttavia, da rendere improprio l'uso dei termini scienza e scienziato in riferimento ad epoche precedenti, soprattutto per quanto riguarda il problema del metodo scientifico. Prima di Galileo le figure che più si avvicinavano a quella moderna di scienziato erano rappresentate essenzialmente, da una parte, da logici e matematici (e — fino ad allora con poca differenza sostanziale — astronomi), e dall'altra dagli studiosi di filosofia naturale, se si occupavano dell'universo sensibile. Più in generale possiamo dire che con Galileo assistiamo alla nascita della scienza proprio come "distaccamento" dalla filosofia.

### Egizi
Negli antichi papiri egizi, si possono individuare le forme di un primitivo "metodo scientifico". In particolare, nelle descrizioni di interventi di chirurgia, che indicano anamnesi, diagnosi e terapia chirurgica dedicata, dalla preparazione del paziente, alla strumentazione, alla tecnica operatoria, fino alla prognosi e al decorso post-operatorio.
Inoltre, già in tempi antichissimi, gli Egizi conducevano metodiche previsioni sui raccolti di grano in relazione al livello di piena delle acque del Nilo.
Nell'antica civiltà egiziana, però, la medicina generale era intesa in modo diverso: i papiri di terapia medica illustrano pratiche legate a superstizioni e credenze religiose, piuttosto che al collegamento diretto fra causa delle malattie e effetto delle cure. Perciò, benché gli antichi Egizi applicassero criteri scientifici nell'ambito di alcune discipline, si può escludere che ne avessero codificato il metodo.

### Babilonesi
I Diari astronomici babilonesi sono una collezione di tavolette cuneiformi, oggi al British Museum, che riportano fianco a fianco per ogni semestre i principali eventi astronomici e politici della Mesopotamia. Benché la tavoletta più antica risalga al VII secolo a.C., si presume che la loro redazione sia iniziata nel secolo precedente al tempo del re Nabonassar. La tavoletta più recente, invece, risale al I secolo: i diari, perciò, furono compilati per 6 o 7 secoli. L'obiettivo della redazione sembra essere di verificare la corrispondenza fra eventi celesti e terrestri, che costituiva una concezione fondamentale dei popoli mesopotamici sino dal tempo dei Sumeri e che è all'origine dell'astrologia. In tal caso questo sarebbe il più antico esempio di programma di ricerca scientifica dell'umanità.

### Greci
È la nascita della filosofia, progenitrice della scienza. Essi cercavano un sapere che fosse innegabile, un sapere immutabile nel tempo, assoluto, definitivo, incontrovertibile, necessario e indubitabile. Fu definito «sapere» (sophia), «ragione» (logos), «verità» (alétheia) e «scienza» (epistéme).
Talete di Mileto, (624-548 a.C.) fu il primo - a nostra conoscenza - che nacque animista e morì filosofo. Negli scritti pervenutici si legge che Talete, osservando la natura, previde con molto anticipo un grande raccolto di olive e monopolizzò a proprio vantaggio i frantoi, diventando ricco. Ciò introduce uno degli aspetti discriminanti fra la scienza e quelle discipline che vogliono porsi come scientifiche (si veda ad esempio l'astrologia): la capacità di fare previsioni, verificabili, viene ritenuto uno degli aspetti distintivi delle discipline autenticamente scientifiche. Malgrado la sua capacità di fare previsioni, Talete morì d'insolazione, per essere stato obbligato a rimanere senza cappello sotto il sole, durante i Giochi Olimpici.

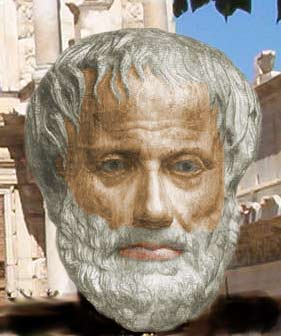
Ritratto di Aristotele, adattamento da un originale greco di Lisippo

Aristotele (384-322 a.C.) apportò un enorme contributo di sistematizzazione delle conoscenze fino ad allora acquisite e gettò le fondamenta della logica formale, rimaste essenzialmente intatte fino alla fine del XIX secolo, identificando nel sillogismo la forma tipica del processo deduttivo, con cui trarre conclusioni coerenti con le premesse. Aristotele affermava:
(Aristotele, Topici, in M. Zanatta, Organon di Aristotele, Torino, 1996, vol. II, pp. 115–117)
È importante sottolineare come per Aristotele la conoscenza parte prima di tutto dal soggetto: non è semplice ricezione di dati, ma è opera dell'intelletto attivo, che andando al di là degli aspetti contingenti e transitori della realtà sensibile, riesce ad "astrarne" le forme eterne e intelligibili.
Aristotele inoltre distingueva fra i "possessori della scienza", ossia coloro che conoscono le cause (il "perché") e coloro che conoscono solo i fatti senza aver conoscenza delle loro cause (il "che"). La scienza, per Aristotele, è sempre conoscenza delle cause.
Il sillogismo è una costruzione logica formata da una o più proposizioni precedenti (se...) dalle quali nasce una proposizione conseguente (allora...). Il sillogismo di per sé non dà garanzia di verità, ma serve solo a trarre conclusioni coerenti con le verità "vere e prime".
Indubbio anticipatore del moderno metodo scientifico fu Archimede (287-212 a.C.). Lo studio delle sue opere (si ricordi Sui corpi galleggianti, in cui enunciò il famoso principio che porta il suo nome) impegnò a lungo gli studiosi della prima età moderna, fra cui lo stesso Galileo, e costituì un importante stimolo alla rinascita scientifica moderna.

### La scolastica medievale

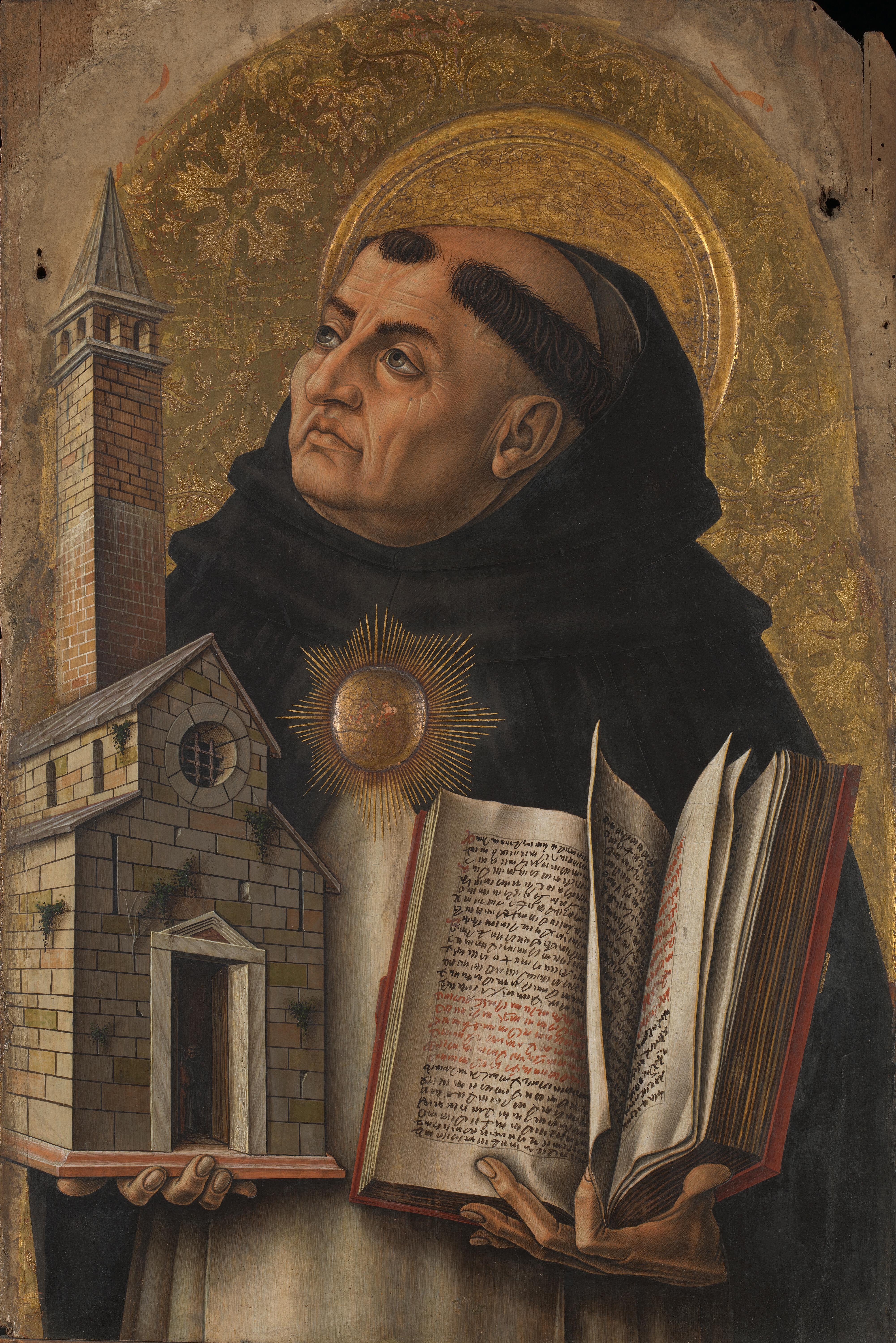
Tommaso d'Aquino

Nell'ambito della scolastica medievale anche Tommaso d'Aquino (1225-1274), rifacendosi agli insegnamenti di Aristotele, diede un ulteriore contributo al metodo scientifico formulando una concezione di verità come corrispondenza tra l'intelletto e l'oggetto:
La verità, secondo Tommaso, ha le caratteristiche dell'universalità e dell'indipendenza. Il nostro sapere, per essere valido, non deve essere determinato da fattori soggettivi e contingenti; la verità è vera di per sé, al tempo di Aristotele come in ogni epoca, pertanto è assoluta e non dipende da nient'altro.
Queste caratteristiche della verità sono riconosciute come tali dalla nostra ragione, che non le apprende dal mondo circostante, sottoposto ai mutamenti della temporalità, ma le trova già all'interno di se stessa: non potrebbe altrimenti riconoscerle come immutabili.
(De veritate, q. 1 a. 2 s. c. 2)
Come già per Aristotele, le nostre conoscenze nascono dunque dal nostro intelletto: non le riceviamo induttivamente dall'esperienza. Questa distinzione tra soggetto conoscente ed esperienza sensibile sarà fondamentale per i successivi sviluppi della scienza, dando vita alla corrente filosofica detta realismo.
All'ambito della scolastica appartiene, tra gli altri, Ruggero Bacone (1214-1274), il quale nei suoi studi cercò di applicare fedelmente il metodo ipotetico-deduttivo della filosofia aristotelica, rivalutando l'importanza della sperimentazione e sminuendo viceversa le argomentazioni basate sulla tradizione.

### Leonardo da Vinci

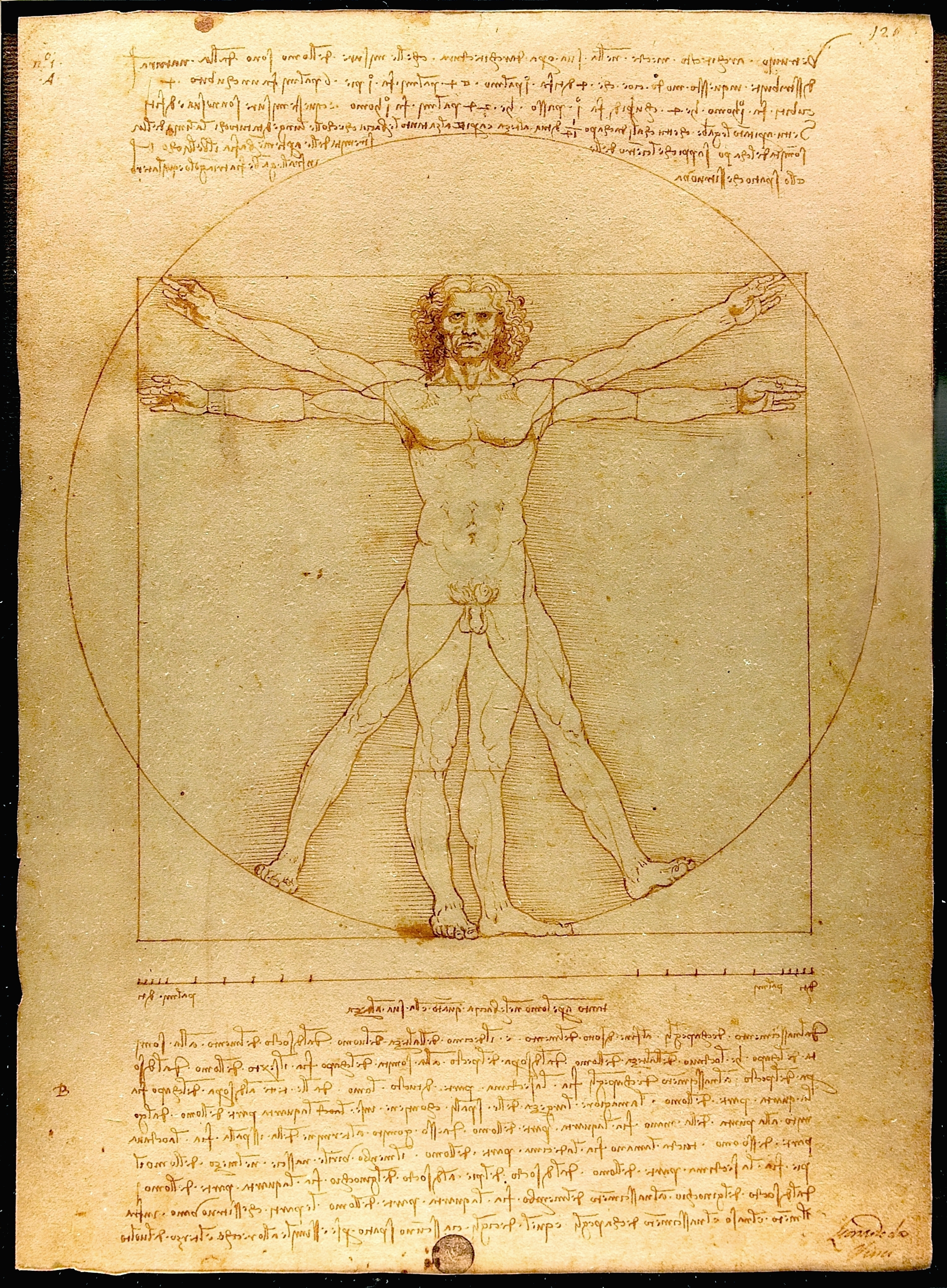
Studio di proporzionalità di un corpo umano, Venezia, Accademia

Anche Leonardo (1452–1519), nel Rinascimento, si appropriò del pensiero ipotetico-deduttivo aristotelico, respingendo al contempo il principio di autorità. Il suo contributo a porre le basi del metodo scientifico fu notevole, anche se alla fine gran parte dei suoi scritti andarono persi.
Egli anticipò alcuni aspetti della metodologia che venne più tardi concepita nel 1600 da Galileo Galilei: a titolo di esempio ci sono i suoi progetti ingegneristici, le macchine di Leonardo, i suoi disegni del corpo umano, gli studi sulla prospettiva.
In particolare, Leonardo affermò l'importanza di due fattori:
- la sperimentazione empirica, perché non basta ragionare e fare uso dei concetti se poi non li si mette alla prova;
- la dimostrazione matematica, come garanzia di rigore logico:

(Leonardo, Trattato sulla pittura, Newton Compton, 1996, pag. 3)
Secondo Leonardo, infatti, ogni fenomeno in natura avviene secondo leggi razionali che vivono al di sotto delle sue manifestazioni esteriori.

### Galilei e la sperimentazione

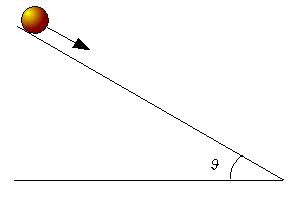
Il piano inclinato, uno dei primi esempi di esperimento scientifico costruito da Galileo per lo studio del moto gravitazionale.

Con Galileo Galilei, il primo a introdurre formalmente il metodo scientifico, furono introdotti una serie di criteri ancora oggi validi: fu abbandonata la ricerca delle essenze primarie o delle qualità, che era il proposito della filosofia aristotelica, con la riduzione della realtà a puro fatto quantitativo e matematico. Al metodo calcolativo, che pure derivava dalla tradizione sillogistica classica, fu inoltre affiancata l'importanza dell'osservazione empirica, che portò a considerare "scienza" solo quel complesso di conoscenze ottenute dall'esperienza e a questa funzionali: secondo una celebre formula dello scienziato pisano, cioè, il libro della natura è scritto in leggi matematiche e, per poterle capire, è necessario eseguire esperimenti con gli oggetti che essa ci mette a disposizione.
Ancora oggi, la scienza moderna fa distinzione tra l'aspetto sperimentale e quello teorico: né uno né l'altro sono preponderanti, poiché fa parte del metodo scientifico che un modello teorico spieghi un'osservazione sperimentale ed anticipi future osservazioni. Uno dei punti basilari è la riproducibilità degli esperimenti, ovvero la possibilità che un dato fenomeno possa essere riproposto e studiato in tutti i laboratori del mondo.
Non sempre è possibile riprodurre sperimentalmente delle osservazioni naturali: ad esempio, in alcune scienze come l'astronomia o la meteorologia non è possibile riprodurre molti dei fenomeni osservati, e allora si ricorre ad osservazioni e simulazioni digitali. Un altro esempio è l'evoluzionismo di Charles Darwin che, per essere verificato direttamente, richiederebbe tempi d'osservazione talmente lunghi (milioni di anni) da non essere riproducibili in laboratorio; in questi casi, le verifiche sperimentali si basano sull'analisi genetica, su quella dei fossili e su esperimenti con microrganismi i cui cicli riproduttivi sono estremamente brevi.
Contemporaneo di Galilei fu Francesco Bacone, che appartiene però alla corrente induttivista, alla quale in seguito aderirà anche Newton. Bacone tentò di costruire un metodo rigoroso (l'Organum), al quale egli voleva ricondurre ogni descrizione e affermazione sul mondo, e tramite il quale poter evitare quei pregiudizi (gli Idòla) che ostacolerebbero una reale percezione dei fenomeni della natura.
Con Cartesio si riaffacciò il problema del metodo, originato dal suo proposito di ricondurre la disciplina scientifica sulla strada della "certezza" di fronte alle molteplici possibili e arbitrarie "opinioni" o posizioni filosofiche.
Il suo metodo consiste nella scomposizione dei problemi in sottoproblemi più semplici, omettendo le soluzioni complesse, poco evidenti, o non sottoposte al vaglio del dubbio.

### Kant e l'Ottocento
(Kant, Prefazione alla Critica della ragion pura [1787], Laterza, Roma-Bari 2000)

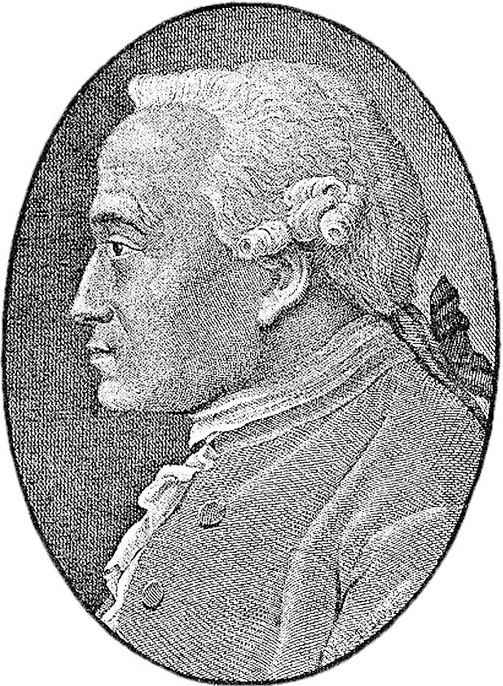
Immanuel Kant

Sul finire del Settecento fu fondamentale il contributo di Kant (1724-1804): come già per Aristotele e Tommaso (seppur in modi diversi), anche secondo Kant la nostra conoscenza non deriva dall'esperienza, ma è a priori. Kant criticò David Hume, secondo cui l'oggettività delle leggi scientifiche (in particolare quella di causa-effetto) non era valida perché nascerebbe da un istinto soggettivo di abitudine. Kant operò una sorta di rivoluzione copernicana affermando che la nostra ragione gioca un ruolo fortemente attivo nel metodo conoscitivo; le proposizioni scientifiche in grado di ampliare il nostro sapere sul mondo, infatti, non si limitano a recepire passivamente dei dati, ma sono di natura critica e deduttiva. Egli le chiamò giudizi sintetici a priori: sintetici perché unificano e sintetizzano la molteplicità delle percezioni derivanti dai sensi; a priori perché non dipendono da queste ultime. Nella Deduzione trascendentale Kant dimostrò che nel nostro intelletto ci sono delle categorie che si attivano solo quando ricevono informazioni da elaborare (cioè sono trascendentali), e giustificano il carattere di universalità, necessità, e oggettività che diamo alla scienza; viceversa, senza queste caratteristiche, non si ha vera conoscenza. Kant può essere fatto rientrare nella corrente filosofica del realismo, poiché postulava una netta separazione tra soggetto conoscente e oggetto (o noumeno), anche se questa distinzione fu spesso foriera di equivoci.
Nel 1866, con la pubblicazione dell'Introduction à l'étude de la médecine expérimentale, Claude Bernard tenta di adottare un metodo, detto sperimentale, nel settore della medicina. L'emergere delle scienze umane e sociali a partire dalla fine del secolo 1800 fino al secolo 1900 ha rimesso in discussione questo modello unico del metodo scientifico.
La fiducia nel carattere di certezza della scienza, che era il proposito cartesiano fatto proprio nell'Ottocento dal positivismo, in particolare da Comte, comincerà via via a declinare, specie in seguito ai lavori di Popper per il quale la scienza è sempre congetturale e si può avere certezza solo del falso.

### Einstein

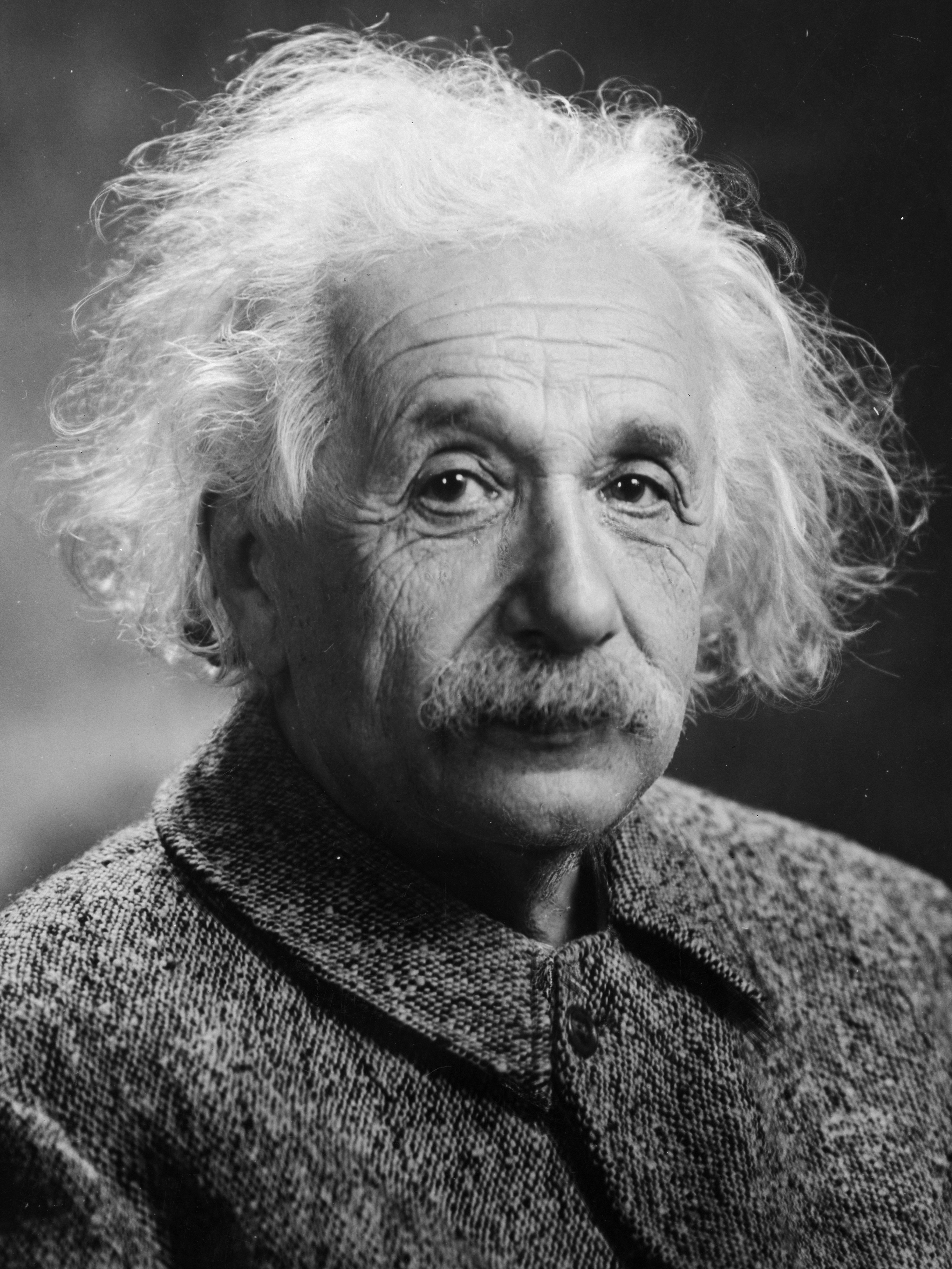
Albert Einstein

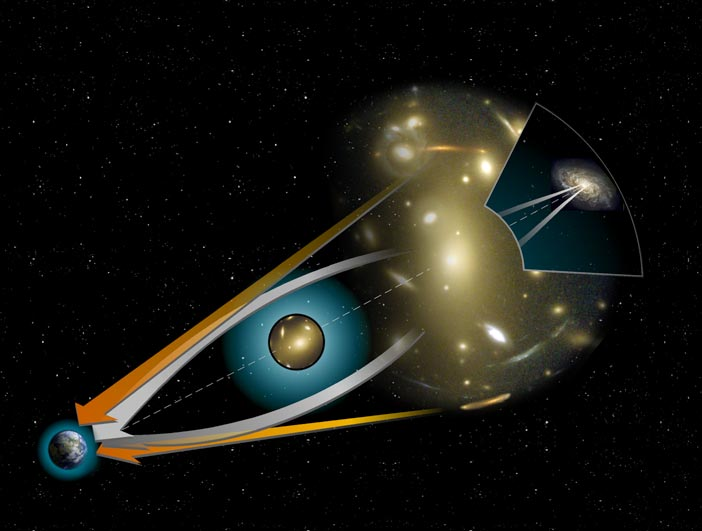
Schema della curvatura della luce (dovuta all'effetto gravitazionale) prevista dalla teoria di Einstein, la cui validità fu corroborata per la prima volta durante l'eclissi del 1919

Ai primi del Novecento, Einstein (1879-1955) rivoluzionò il metodo scientifico con un approccio che stupì i contemporanei: egli formulò la relatività generale partendo non da esperimenti o da osservazioni empiriche, ma basandosi su ragionamenti matematici e analisi razionali compiuti a tavolino. Inizialmente gli scienziati erano scettici, ma le predizioni fatte dalla teoria in effetti non furono smentite dalle misurazioni di Arthur Eddington durante un'eclissi solare nel 1919, che confermarono come la luce emanata da una stella fosse deviata dalla gravità del Sole quando passava vicino ad esso. Einstein disse in proposito:
(Archivio Einstein 14-459)
La relatività generale fu successivamente sostenuta da applicazioni matematiche che introducevano molte implicazioni nel campo della fisica ma soprattutto in quello dell'astronomia. Essendo la teoria rivoluzionaria, essa è stata sottoposta a numerosi esperimenti e controlli.
Lo stesso criterio è stato più volte adottato nella scoperta di particelle previste teoricamente e successivamente non smentite da vari esperimenti scientifici.

### Popper
In seguito alle teorie e all'approccio di Einstein, nel tentativo di definire un metodo scientifico valido anche nel campo delle scienze umane, i filosofi hanno cercato nuovi ragionamenti ed un importante contributo è venuto da Karl Popper (1902-1994) e dalla sua pubblicazione Logica della scoperta scientifica. Rifacendosi a Kant, Popper respinse l'approccio induttivo del positivismo logico, affermando che un metodo scientifico, per essere tale, deve essere rigorosamente deduttivo, e ribadì come la conoscenza sia un processo essenzialmente critico.
Aderendo alla corrente del realismo, Popper accolse dalla tradizione aristotelico-tomista l'ideale della verità come corrispondenza ai fatti. La verità, secondo Popper, è una, oggettiva e assoluta; ed esiste sempre una proposizione in grado di descriverla. Egli distinse tuttavia tra la possibilità oggettiva di approdarvi (che può avvenire anche per caso), e la consapevolezza soggettiva di possederla, che invece non si ha mai. Noi non possiamo mai avere la certezza di essere nella verità, ma solo nell'errore. L'ideale della corrispondenza ai fatti è però un ideale regolativo che deve sempre guidare lo scienziato, attraverso lo strumento della logica formale: ad esempio, due proposizioni in conflitto tra loro non possono essere entrambe vere.

### Critiche al metodo scientifico
Critiche, più in generale, all'idea che il progresso scientifico si sviluppi realmente secondo un metodo scientifico sono state avanzate da Thomas Kuhn, che ritiene che il progresso scientifico sia non lineare e caratterizzato dall'imporsi di nuovi successivi paradigmi che costituiscono una vera e propria rivoluzione scientifica. e; altre critiche sono state mosse da Imre Lakatos, che tra l'altro era stato allievo di Popper. Lakatos tuttavia credeva nella scienza e nel progresso scientifico. A livello di indagine sull'unificazione e interdisciplinarità tra le varie branche della fisica, un settore chiave è legato all'indagine di analisi dimensionale e al sistema internazionale di grandezze.
Le critiche più radicali al metodo scientifico dal punto di vista epistemologico sono dovute a Paul Feyerabend nel suo Contro il metodo, e in altri lavori successivi. Feyerabend sostiene che la scienza non si sarebbe potuta sviluppare se gli scienziati avessero realmente applicato il metodo così come concepito da gran parte dei filosofi della scienza, e porta alcuni esempi di scienziati che hanno sostenuto una teoria contro l'evidenza dei dati sperimentali.
Bertrand Russell nel suo libro L'impulso della scienza sulla società, affronta il tema dello sviluppo che la tecnica scientifica potrà avere in futuro, e in particolare dei pericoli legati alla strumentalizzazione a fini personali che tale scienza potrebbe avere da parte di qualcuno, a fini di controllo.

## Il problema del metodo

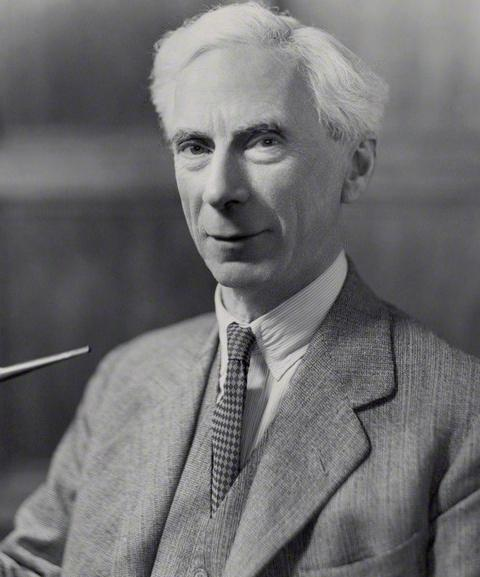
Bertrand Russell, filosofo che ha criticato il metodo dell'induzione

La ricerca sul metodo scientifico è nata come conseguenza dell'evidente successo, pratico e teorico, ottenuto nei secoli dalla scienza, con la convinzione (o la speranza) che tale successo sia riconducibile all'applicazione, appunto, di un metodo semplice e facilmente esportabile a molte altre discipline, se non a tutte. Da Galileo ad oggi, però, la scienza è evoluta e si è articolata in sempre nuove discipline rendendo difficile definire una precisa metodologia universalmente applicata ed applicabile nei diversi secoli e nelle diverse discipline.
L'espressione "metodo scientifico", inoltre, può essere usata per riferirsi a concetti sensibilmente diversi. In particolare, è possibile distinguere due significati principali, anche se esistono molte sfumature e non è possibile trovare una vera e propria soluzione di continuità fra i due concetti.
Da una parte, si può intendere il metodo scientifico in un senso astratto, come l'insieme dei criteri (teorici ma anche operativi) sulla base dei quali un risultato, teorico o sperimentale, può essere considerato effettivamente scientifico e deve essere accettato come tale dagli altri scienziati e in generale dallo stato (si pensi, per esempio, all'utilizzo di "prove scientifiche" in tribunale). In particolare, si tratterebbe di quei criteri che permetterebbero di distinguere un discorso scientifico da un discorso metafisico, religioso o pseudoscientifico. La questione è altrimenti nota come problema della demarcazione.
Dall'altra, il metodo scientifico può riferirsi non alle caratteristiche in base alle quali un certo risultato è considerato scientifico, ma al percorso concretamente seguito per raggiungere il risultato stesso e riferirsi, quindi, più squisitamente alla pratica quotidiana e concreta dello scienziato, o almeno alla pratica adottata dalla comunità scientifica nel suo complesso, nella sua attività di ricerca. Numerosi filosofi o storici della scienza, da Whewell (1794-1866) a Feyerabend (1924-1994), hanno affermato che gli scienziati molto spesso sembrano pervenire alla formulazione di una nuova teoria tramite processi intuitivi che poco o nulla hanno in comune con quello che viene idealmente descritto come metodo scientifico. Charles Sanders Peirce (1839-1914) ha osservato che la formulazione di ipotesi scientifiche avviene spesso tramite un processo logico, chiamato abduzione, che accelera la ricerca della verità, benché spesso si riveli fallace.

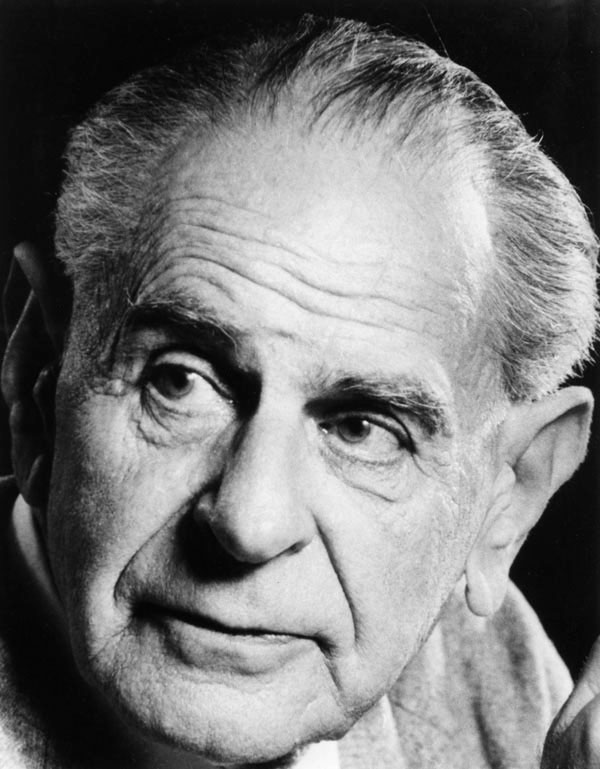
Karl Popper, filosofo che ha proposto il falsificazionismo

Come si diceva, i due significati non sono completamente avulsi l'uno dall'altro. Si potrebbe sostenere, ad esempio, che se esistono dei criteri di metodo che caratterizzano il discorso scientifico (primo significato) questi dovrebbero per forza essere gli stessi adottati concretamente dagli scienziati nella loro attività quotidiana (secondo significato). D'altra parte è anche vero che il modo di procedere del singolo scienziato può anche essere più o meno fuori da ogni schema (si pensi alle molteplici figure in qualche modo geniali che hanno caratterizzato la storia della scienza e al loro modo di procedere per intuizione e apparentemente senza alcun metodo sistematico), e che a caratterizzare come scientifici i suoi risultati sono dunque criteri in qualche modo indipendenti dalla sua attività di scoperta e ricerca (per esempio la riproducibilità dei suoi dati sperimentali).
Un'ulteriore difficoltà nasce dalla diversità essenziale fra le molte discipline che ambiscono a considerarsi scientifiche. Ogni disciplina ha le sue caratteristiche peculiari e la sua declinazione specifica del metodo scientifico. In primo luogo occorre distinguere fra le cosiddette scienze dure, per le quali è applicabile in modo evidente il principio della riproducibilità degli esperimenti, e le scienze molli, ad esempio le scienze umanistiche. Lo studio galileiano, per esempio, della caduta dei gravi poteva avvalersi della ripetizione di ogni esperimento e del trattamento statistico dei dati misurati, procedure scarsamente applicabili se non impossibili in discipline che analizzano eventi irripetibili come la cosmologia, la sismologia, ecc. e ancor meno nelle scienze sociali.

### Il dibattito sul metodo

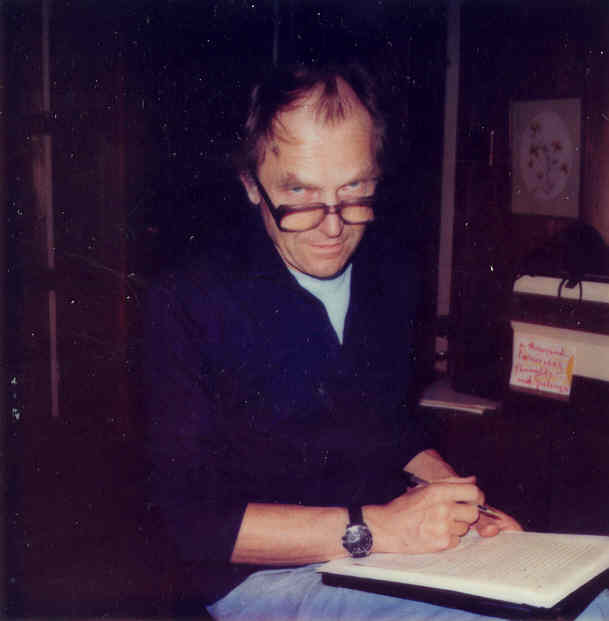
Paul Feyerabend

Queste ed altre sfumature di significato legate al concetto di metodo scientifico sono il motivo per cui, su tale concetto, si è discusso molto e non esiste (ancora) un accordo generalmente condiviso su una possibile definizione del metodo applicabile a tutte le discipline "scientifiche". Il dibattito è estremamente complesso e coinvolge non solo la pratica scientifica ma anche la speculazione filosofica e sociologica.
Semplificando si potrebbe dire che gli scienziati di ogni disciplina sono interessati a definire le metodologie applicabili al proprio ambito, indispensabili perché un contributo si possa dire "scientifico" ed essere perciò utilizzato dalla comunità dei pari (per esempio in medicina l'applicazione di sperimentazioni cliniche in doppio cieco).
I filosofi, invece, sono interessati soprattutto a comprendere "il contenuto di verità" delle affermazioni scientifiche. In forte disaccordo, per esempio, con l'idea che si possa attingere con sicurezza il sapere dalla realtà esterna, in maniera induttiva, al riparo dalle deformazioni del nostro pensiero, si schiera Popper, il principale filosofo della scienza del XX secolo, secondo il quale noi possiamo vedere solo ciò che la nostra mente produce: una teoria può essere sottoposta a controlli efficaci e dirsi scientifica solo se formulata a priori in forma deduttiva. La peculiarità del metodo scientifico consiste nella possibilità di falsificarla, non nella presunzione di "verificarla".
I sociologi e gli storici della scienza studiano la scienza come processo culturale. Diventa allora preminente capire in quale modo evolva il sapere scientifico (per gradi in modo lineare o tramite vere e proprie rivoluzioni scientifiche, come afferma Kuhn) e quali siano i meccanismi sociali tramite i quali una nuova concezione si diffonde e si impone. Secondo Charles Sanders Peirce, ad esempio,  vi sono delle differenze peculiari tra il metodo scientifico ed altri metodi con cui una convinzione si afferma. Egli elenca quattro metodi variamente usati per acquisire e diffondere conoscenze:
- Metodo della tenacia: si sa che una cosa è vera perché su di essa si fonda la nostra vita e perché si continua a dire che è vera.
- Metodo dell'autorità: una cosa è vera perché stabilita tale da una autorità riconosciuta (la Bibbia, i media, un grande profeta, un grande scienziato, una organizzazione affidabile)
- Metodo a priori (o metodo dell'intuizione): una cosa è vera se è in accordo con la ragione, che per naturale inclinazione tende alla verità.
- Metodo della scienza: per mezzo del quale la nostra sicurezza di sapere è determinata non da qualche fattore umano ma da una realtà esterna, permanente e non influenzata dal nostro pensiero. In questo senso, il metodo scientifico è lo studio sistematico, controllato, empirico e critico di ipotesi sulle relazioni intercorrenti tra vari fenomeni.

L'analisi del processo scientifico tramite le scienze sociali prescinde dal contenuto di verità o meno della scienza e perciò implica metodologicamente e talvolta afferma esplicitamente una concezione relativistica del sapere.

### Il progresso scientifico come costruzione sociale

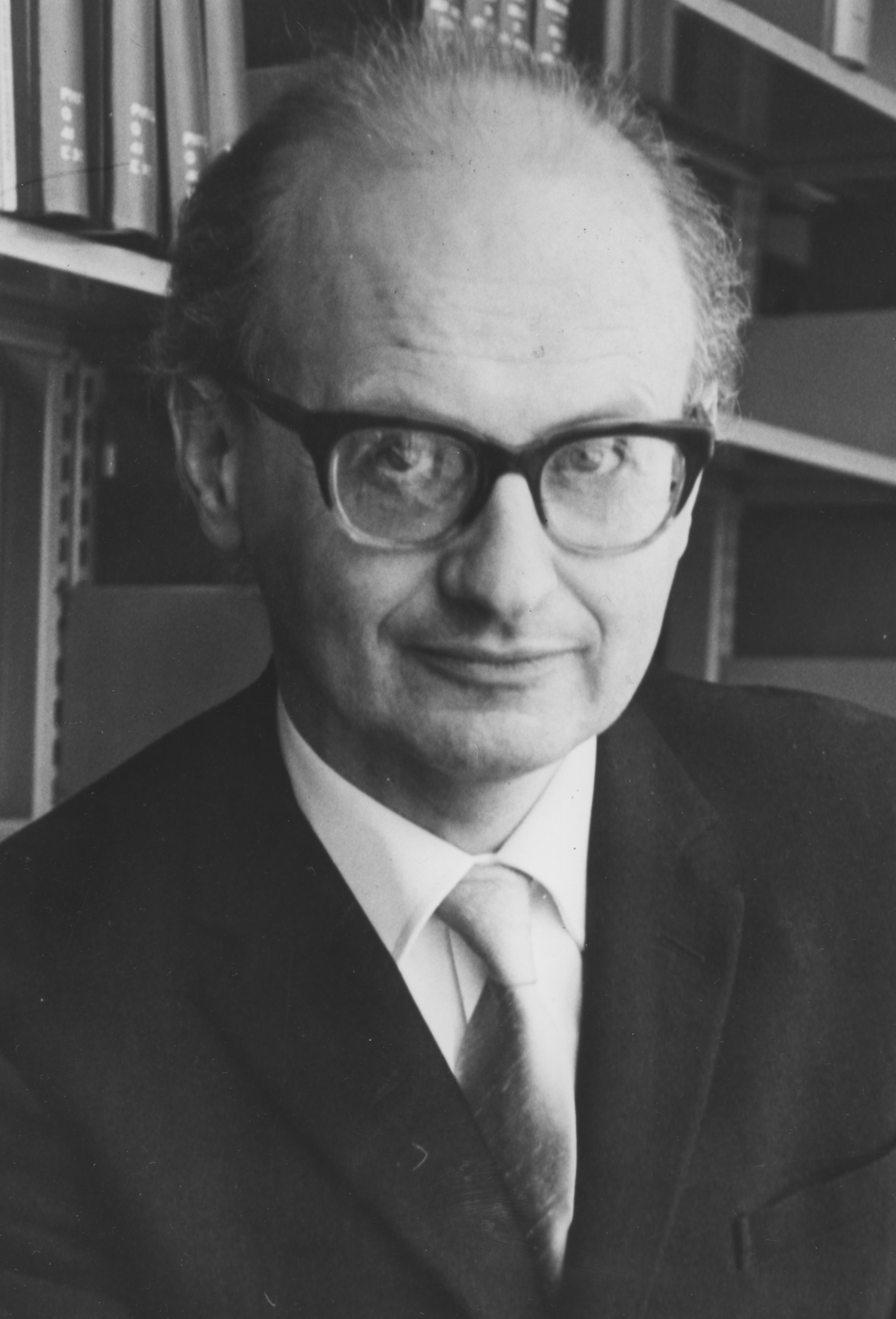
Imre Lakatos

Il progresso scientifico presuppone l'esistenza di una comunità che stimola culturalmente la ricerca, ne convalida il metodo e ne recepisce i risultati. L'interazione del ricercatore con la comunità si articola in tre modi principali:
- Con la partecipazione a convegni specialistici, in cui per esempio possono essere confrontati diversi approcci alla soluzione di un problema o proposti progetti di ricerca o risultati parziali di ricerche in corso. Per esempio i Congressi Solvay hanno avuto un'importanza straordinaria per lo sviluppo della fisica teorica del XX secolo.
- tramite la revisione paritaria degli articoli scientifici proposti per pubblicazione. Un risultato scientifico che aspiri ad ottenere un rapido e vasto riconoscimento necessita di ricevere un'adeguata pubblicazione su apposite riviste accademiche riconosciute, di settore e non, così da divenire pubblico e legittimamente discutibile dalla comunità scientifica. A tal fine, deve essere prima sottoposto alla cosiddetta revisione paritaria, deve cioè superare un vaglio critico da parte di altri specialisti del settore (di solito da uno a tre recensori anonimi), che possono rifiutare o raccomandare la pubblicazione del lavoro o richiedere che esso subisca correzioni o ampliamenti. Ciò costituisce un ulteriore filtro a possibili errori di metodo e ad altri difetti volontari o involontari (ad esempio i bias).
- tramite una metrica dell'impatto scientifico di ogni lavoro. In pratica il numero di volte che un articolo scientifico viene citato da successivi studi, tenendo in conto anche l'importanza delle riviste in cui tali studi sono pubblicati, misura l'influenza che la pubblicazione del risultato scientifico sta esercitando sul progresso di tutto il settore scientifico in questione.

Secondo Lee Smolin il progresso scientifico non è legato all'applicazione meccanica di un metodo ma all'esistenza di una comunità di specialisti guidati da principi etici comuni:
- dire la verità e argomentare razionalmente sulla base di dati di pubblico dominio;
- quando i dati disponibili non sono sufficienti per una argomentazione cogente, incoraggiare il dissenso e la competizione fra diverse ipotesi senza pretendere di stabilire prematuramente nuovi paradigmi.

Secondo Smolin questi principi sono gli stessi che hanno determinato il successo delle società democratiche.
Le modalità con cui la comunità scientifica organizza la collaborazione fra gli specialisti sono state e sono tuttora oggetto di discussione a diversi livelli in relazione agli interessi e alle preoccupazioni dei diversi attori:

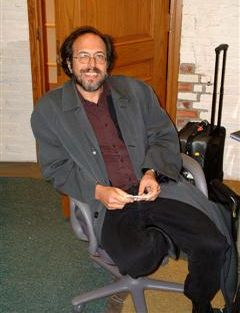
Lee Smolin

- L'azione di filtro sulle nuove proposte esercitato dai comitati di redazione delle riviste e dai comitati scientifici dei congressi potrebbe tendere a consolidare un "paradigma" concettuale (nel senso studiato da Kuhn) e così ostacolare la diffusione di eventuali progressi scientifici talmente innovativi da richiedere un cambiamento di paradigma;
- Questa azione filtrante viene talvolta demonizzata e ritenuta portatrice di interessi non scientifici. Questo argomento viene solitamente utilizzato dai proponenti di medicine alternative o comunque di teorie considerate pseudoscientifiche;[senza fonte]
- I costi di selezione e pubblicazione degli articoli vengono ricuperati tramite limiti alla consultazione (da superare tramite il pagamento di un abbonamento o di una tariffa una tantum per lettura in internet). Ciò rallenta la diffusione delle idee e avvantaggia i ricercatori appartenenti alle istituzioni più dotate economicamente.
- La nascita di internet ha facilitato enormemente l'autopubblicazione degli elaborati scientifici, anche se ciò non è sufficiente ad assicurare che gli esperti interessati riescano effettivamente a individuare i contributi di loro possibile interesse. I meccanismi di valutazione a-priori (selezione redazionale) e a-posteriori (recensione) non hanno perso la loro utilità per segnalare i contributi importanti nella massa di rilievo minore.

Dagli ultimi anni del secolo XX molti settori disciplinari hanno avviato meccanismi per facilitare la consultazione in internet degli articoli scientifici, mantenendo strumenti di revisione paritaria. Nel XXI secolo, la percezione di un bisogno di maggiore riproducibilità e trasparenza ha portato allo sviluppo di criteri e strumenti per una scienza aperta.

## Il ciclo conoscitivo
Il Ciclo conoscitivo definisce il percorso (ricorsivo) per raggiungere o consolidare la conoscenza di un determinato argomento. Non c'è accordo universale su quale sia questo percorso, perché la sua definizione dipende anche da che cosa si intenda in generale per conoscenza, e questo costituisce un argomento di discussione della filosofia.
In proposito, è particolarmente acceso il dibattito tra deduttivisti e induttivisti. Si cerca ora pertanto di passare in rassegna i due metodi, quello induttivo e quello deduttivo.

### Il metodo induttivo

Il metodo induttivo

Limitandosi al campo delle scienze naturali, fisiche e matematiche, il ciclo conoscitivo induttivo o induzione descrive il percorso seguito per arrivare alla stesura di una legge scientifica a partire dall'osservazione di un fenomeno. Si articola nei seguenti passi, ripetuti ciclicamente:
- Osservazione;
- Esperimento;
- Correlazione fra le misure;
- Definizione di un modello fisico;
- Elaborazione di un modello matematico;
- Formalizzazione della teoria.

#### Osservazione
L'osservazione è il punto di partenza (e di arrivo) del ciclo di acquisizione della conoscenza nel senso che costituisce lo stimolo per la ricerca di una legge che governa il fenomeno osservato ed anche la verifica che la legge trovata sia effettivamente sempre rispettata.
Si tratta di identificare le caratteristiche del fenomeno osservato, effettuando delle misurazioni adeguate, con metodi esattamente riproducibili.
In fisica, infatti, tale parola è spesso usata come sinonimo di misura.

#### Esperimento
L'esperimento, dove possibile, è programmato dall'osservatore che perturba il sistema e misura le risposte alle perturbazioni.
Esistono tecniche di programmazione sperimentale, che consentono di porsi nelle condizioni migliori per perturbare in maniera minimale, ma significativa, al fine di osservare le risposte nel migliore dei modi.

#### Correlazione fra le misure
L'analisi della correlazione fra le misure, che si colloca nel ciclo immediatamente dopo la fase di osservazione, costituisce la parte iniziale del patrimonio tecnico-scientifico utilizzabile per la costruzione del modello.
Il dato grezzo, che è costituito in genere da tabelle di misure, può venire manipolato in vari modi, dalla costruzione di un grafico alla trasformazione logaritmica, dal calcolo della media alla interpolazione tra i punti sperimentali, utilizzando i metodi della statistica descrittiva.
Bisogna prestare attenzione nella scelta del tipo di funzione che correla i dati perché, citando Rescigno, le modulazioni dei dati ne cambiano il contenuto informativo. Infatti, se le manipolazioni mettono in evidenza alcune informazioni contenute nei dati, possono eliminarne altre. Quindi il contenuto informativo può diventare inferiore a quello dei dati originali.

#### Modello fisico

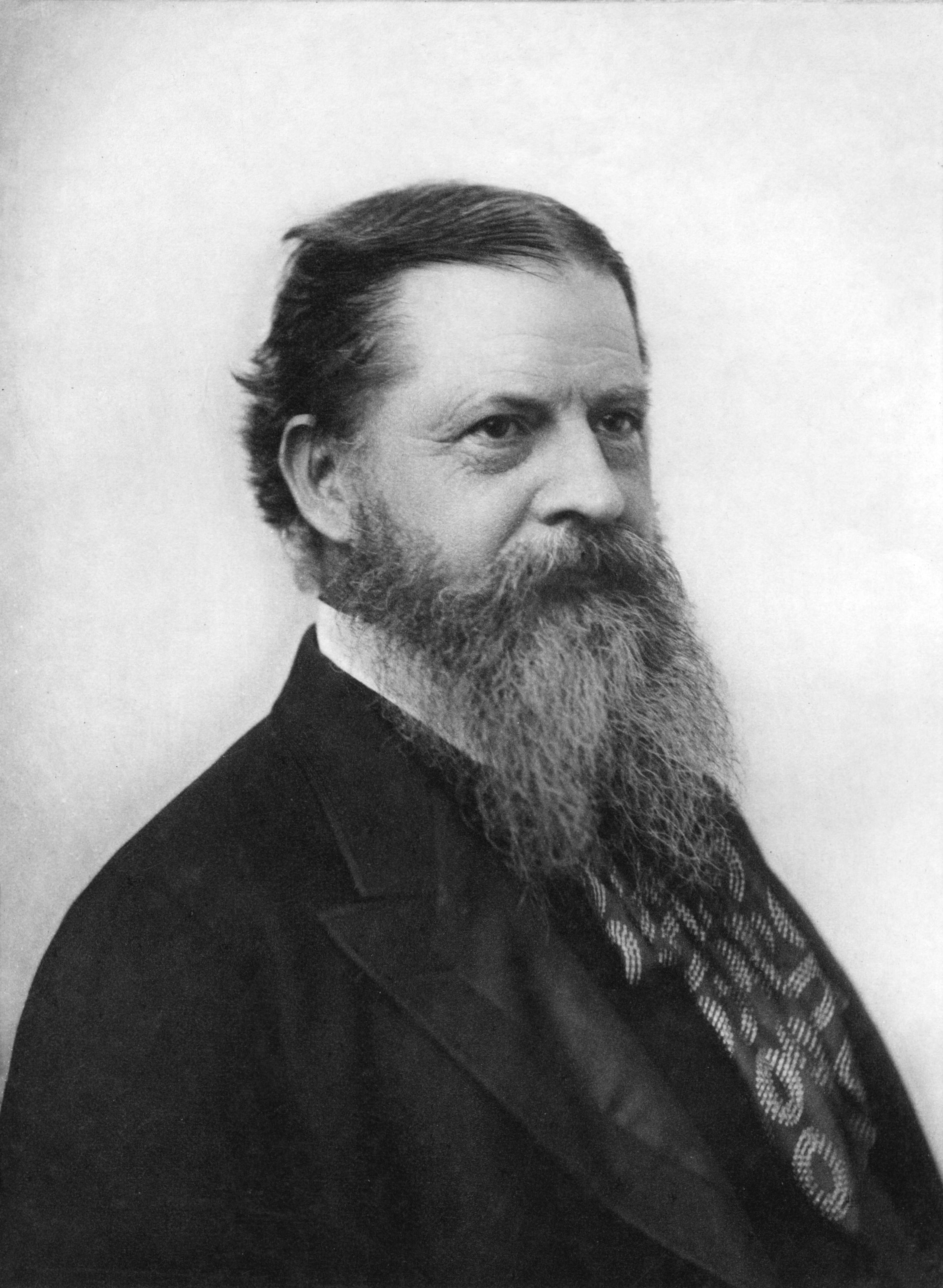
Charles Sanders Peirce

Per facilitare il compito di scrivere la legge che esprime l'andamento di un certo fenomeno, si costruisce mentalmente un modello fisico, con elementi di cui si conosce il funzionamento, e che si suppone possa rappresentare il comportamento complessivo del fenomeno studiato.
Va notato che spesso un medesimo fenomeno può venire descritto con modelli fisici, e quindi anche con modelli matematici, diversi. Ad esempio i gas possono essere considerati come fluidi comprimibili oppure come un insieme di molecole. Le molecole possono essere pensate come puntiformi oppure dotate di una struttura; fra di loro interagenti oppure non interagenti: tutti modelli diversi. Ancora, la luce può venire considerata un fenomeno ondulatorio oppure un flusso di particelle e così via.
L'empirismo radicale sostiene che non è possibile avanzare oltre la conoscenza contenuta nei dati grezzi e quindi rifiuta il fatto che la conoscenza induttiva, sulla quale si fondano leggi empiriche e modelli, costituisca nuova conoscenza.
Viceversa, la posizione realista è molto più flessibile e consente di parlare anche di concetti non direttamente osservabili, come la forza di attrazione gravitazionale o il campo elettromagnetico, la cui conoscenza è resa possibile adattando opportuni modelli all'osservazione degli effetti di tali entità e utilizzando a fondo le possibilità dell'induzione.

#### Modello matematico
Il modello matematico si colloca al massimo livello di astrazione nel ciclo conoscitivo: la parte del ciclo che si occupa dei modelli è il dominio delle scienze teoriche.
In generale un modello matematico è costituito da più elementi concatenati, ognuno dei quali è descritto da un'equazione e caratterizzato dai parametri che entrano in tale equazione.
Il modello deve essere validato con una fase di verifica attraverso un numero adeguato di dati sperimentali. Esso si dice identificabile appunto se è possibile determinare tutti i parametri delle equazioni che lo descrivono.
Una volta che il ciclo conoscitivo è completo si può iniziare ad approntare una teoria che comprenda il fenomeno osservato. Lo studio sistematico della teoria può mettere in luce nuove possibili osservazioni e predire il risultato delle corrispondenti misure. Se il risultato è positivo la teoria risulta confermata, se negativo occorre avviare un nuovo ciclo induttivo.

### Il metodo deduttivo

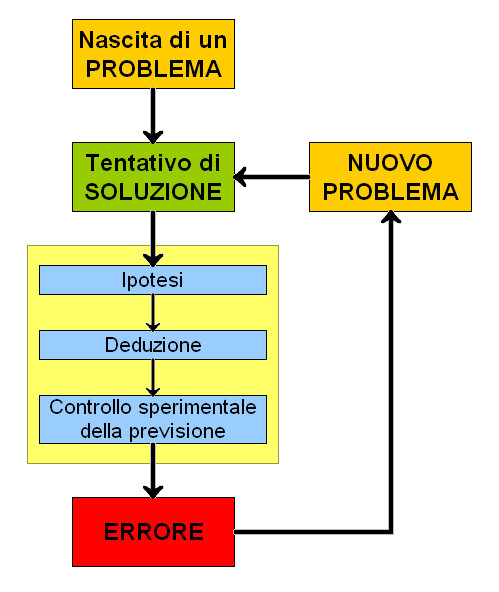
Esempio di metodo deduttivo: non è l'osservazione a spronare la scienza, bensì il sorgere di problemi e il tentativo costante di eliminare gli errori.

Il filosofo e logico inglese Bertrand Russell (1872-1970) sollevò un importante problema riguardo a quello che venne considerato, fin dai tempi di Bacone, il modo di fare scienza: il metodo dell'induzione. Secondo questa metodologia, la scienza si baserebbe sulla raccolta di osservazioni riguardo ad un certo fenomeno X, da cui trarre una legge generale che permetta di prevedere una futura manifestazione di X. Ciò che Russell osservò, con classico humour inglese, è che anche il tacchino americano, che il contadino nutre con regolarità tutti i giorni, può arrivare a prevedere che anche domani sarà nutrito... ma "domani" è il giorno del Ringraziamento e l'unico che mangerà sarà l'allevatore (a spese del tacchino)! Questa fu la celebre obiezione del tacchino induttivista.
Detto in maniera sintetica, l'induzione non ha consistenza logica perché non si può formulare una legge universale sulla base di singoli casi; ad esempio, l'osservazione di uno o più cigni dal colore bianco non autorizza a dire che tutti i cigni sono bianchi; esistono infatti anche dei cigni di colore nero.
Una problematica analoga venne sollevata dal già citato Karl Raimund Popper, il quale osservò che nella scienza non basta "osservare": bisogna saper anche cosa osservare. L'osservazione non è mai neutra ma è sempre intrisa di teoria, di quella teoria che, appunto, si vorrebbe mettere alla prova.
Secondo Popper, la teoria precede sempre l'osservazione: anche in ogni approccio presunto "empirico", la mente umana tende inconsciamente a sovrapporre i propri schemi mentali, con le proprie categorizzazioni, alla realtà osservata.

#### Il criterio popperiano di falsificabilità
Karl Popper ha quindi elaborato una definizione di metodo scientifico deduttivo basata sul criterio di falsificabilità, anziché su quello induttivo di verificabilità.
Gli esperimenti empirici non possono mai, per Popper, "verificare" una teoria, possono invece smentirla. Il fatto che una previsione formulata da un'ipotesi si sia realmente verificata, non vuol dire che essa si verificherà sempre. Perché l'induzione sia valida occorrerebbero cioè infiniti casi empirici che la confermino; poiché questo è oggettivamente impossibile, ogni teoria scientifica non può che restare nello status di congettura.
Se tuttavia una tale ipotesi resiste ai tentativi di confutarla per via deduttiva tramite esperimenti, noi possiamo (pur provvisoriamente) ritenerla più valida di un'altra che viceversa non abbia retto alla prova dei fatti. La sperimentazione, dunque, svolge una funzione importante ma unicamente negativa; non potrà mai dare certezze positive, cioè non potrà rivelare se una tesi è vera, può dire solo se è falsa.
E siccome ciò che noi chiamiamo "osservazione" è già in realtà una sorta di "pregiudizio", secondo Popper la formulazione di una teoria scientifica non deriva necessariamente dall'osservazione o descrizione di un dato fenomeno, poiché non c'è un nesso causale tra la percezione sensoriale e le idee della ragione. La genesi di una teoria non ha importanza: essa scaturisce dalle nostre intuizioni, e può avvenire anche in sogno. Mentre l'osservazione, che pure rimane fondamentale, di per sé non offre né costruisce teorie: essa deve avvenire in un momento successivo a quello della formulazione, e serve non a confermare ma a demolire.
Per il metodo popperiano, quindi, ciò che conta di una teoria scientifica non è la sua genesi soggettiva, ma il fatto che essa sia espressa in forma criticabile e falsificabile sul piano oggettivo.
Il criterio di falsificabilità fu suggerito a Popper dall'audacia della teoria della relatività di Albert Einstein che fu elaborata esclusivamente sulla base di esperimenti mentali e calcoli compiuti a tavolino (o come disse lui stesso per «un puro gioco inventivo»), con cui il genio tedesco osò sfidare le teorie preesistenti, e persino l'evidenza del senso comune. Popper ne dedusse che una teoria è tanto più scientifica quanto meno teme la falsificazione, ma anzi accetta di misurarsi con essa. Quanto più una teoria sembri a prima vista facilmente falsificabile, tanto più essa rivela la propria forza e coerenza se regge alla prova dei fatti.

#### Regole del metodo deduttivo

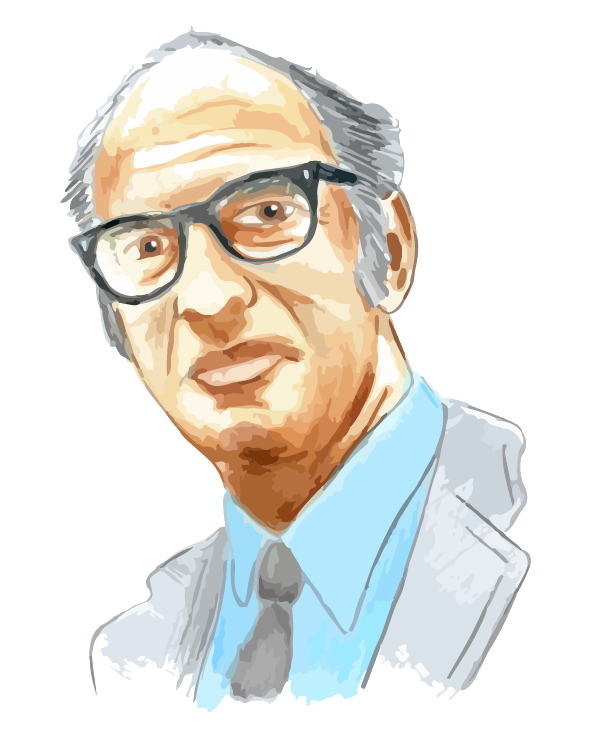
Thomas Kuhn

La preoccupazione metodologica scientifica è quella di rispettare una serie di regole imposte dal pensiero logico al fine di salvaguardare la realtà e l'obiettività dei fenomeni studiati.
Le scienze naturali, dette anche scienze empiriche per il loro carattere sperimentale, sono una forma di conoscenza basata su due elementi fondamentali, l'oggetto di studio ed il metodo impiegato.
Questa conoscenza è un sapere empirico, cioè fondato sull'esperienza, descrittivo ed esplicativo, di osservazioni singole e limitate che possono essere sia ripetute che generalizzate.
L'oggetto di studio della scienza è la realtà sensibile, vale a dire il mondo che ci circonda nei suoi diversi aspetti e ciò che rende ammissibile l'introduzione di un ente nel discorso scientifico, è la sua osservabilità di principio, cioè di registrare mediante strumenti di varia natura l'esistenza di un dato oggetto o di un fenomeno e di descriverli.
Il metodo sperimentale, detto anche galileiano o ipotetico-deduttivo, è una procedura conoscitiva articolata in diverse proposizioni, chiamate ragionamento sperimentale. Esso si basa sull'idea che la teoria si costruisce all'inizio, non alla fine.
Per eseguire osservazioni scientifiche che abbiano carattere di oggettività, è necessario applicare le seguenti regole, proprie del metodo deduttivo:
1. formulare un'ipotesi;
2. esprimerla in modo da prevedere alcune conseguenze o eventi, deducibili dall'ipotesi iniziale;
3. osservare se si produce l'evento previsto;
4. se l'evento si produce, la teoria non è confermata, semplicemente non è stata smentita e possiamo accettarla solo provvisoriamente.

Dunque le basi della scienza sono quelle osservazioni di fenomeni naturali che chiunque può ripetere, da qui la preoccupazione di una descrizione dei fenomeni e delle conclusioni in termini selezionati, rigorosi e univoci, in modo che ognuno possa esattamente comunicare ciò che pensa.
Esempi di metodologia scientifica sono:
1. le sperimentazioni fatte dai fisici in varie epoche, per dimostrare la natura elettromagnetica e corpuscolare della luce;
2. le procedure di Louis Pasteur per dimostrare la teoria dei germi nell'eziologia di alcune malattie infettive.